# Moyamba (Distrikt)
Moyamba ist ein Distrikt Sierra Leones mit etwa 347.000 Einwohnern (Stand 2021). Er gehört zur Provinz Southern und liegt im Südwesten des Landes an der Atlantikküste. Seine Hauptstadt ist Moyamba, weitere größere Orte sind Kpetewoma, Shenge, Largo und Rotifunk. Der Distrikt ist in 14 Chiefdoms (Häuptlingstümer) eingeteilt.
Moyamba umfasst eine Fläche von 6.892 km². Zu dem Distrikt gehört auch die Insel Plantain.
Die Bewohner des Moyamba-Distrikts gehören hauptsächlich den Ethnien der Mende, Bullom-Sherbro, Temne und Loko an und sind mehrheitlich Muslime. Die Wirtschaft besteht in Rutil- und Bauxitabbau, Fischerei, Reisanbau und Palmölplantagen. In den Häuptlingstümern an der Küste wird traditionell Meersalz gewonnen. Über das Meer wird auch Handel mit der Landeshauptstadt Freetown und mit dem Nachbarland Guinea betrieben.
Der Distrikt verfügte 2006 über 56 Gesundheitseinrichtungen, darunter zwei staatliche Krankenhäuser, fünf Missionskliniken, eine NGO- und eine private Klinik. 2004/2005 gab es 426 Primar- und 17 Sekundarschulen. Die Alphabetisierungsrate lag 2004 bei 33 % (45 % der Männer und 24 % der Frauen) und damit unter dem Landesdurchschnitt. 46,6 % der Kinder besuchten eine Schule.